# Melfi (Txad)
Melfi (en àrab: ملفي) és una ciutat situada en el centre-sud del Txad, capital del departament de Barh Signaka de la regió administrativa de Guéra. Segons les dades de 2010, la població de la ciutat és d'uns 6369 habitants. A la ciutat hi ha un aeroport del mateix nom (la longitud de la pista de sorra és de 1200 metres). Les mines de ferro de Télé-Nugar, que foren afegides a la Llista de Patrimoni Mundial de l'UNESCO el dia 21 de juliol de 2005, es troben a 155 km de la ciutat, en la carretera que uneix Melfi amb Sarh.